# A Vida como Ela é...
A Vida Como Ela É... va ser una sèrie de televisió transmesa al Brasil, basada en els contes de Nelson Rodrigues, amb adaptació d'Euclydes Marinho i direcció de Daniel Filho, premiat com a millor director per l'Associação Paulista de Críticos de Arte. El nom de la sèrie és una referència directa a la columna de Nelson al diari Última Hora, on l'autor va escriure gran part de les seves històries.

## Exhibició
Fou emesa originalment al programa Fantástico, de Rede Globo, el 1996, i reemesa el gener de 1997 i el juliol de 2001 durant la matinada després del Programa do Jô. Fou novament reemesaa, aquest cop a Fantástico, a partir del 26 d'agost de 2012. El 2002 fou editat el DVD de la sèrie per Globo Vídeo.
La sèrie fou emesa novament al Canal Viva el 25 d'agost de 2017. Va tornar a se exhibida el 15 de desembre de 2017- fins al 14 de setembre de 2018

## Narració
| Narradors    |
| ------------ |
| José Wilker  |
| Hugo Carvana |

## Repartiment complet
- Nelson Xavier
- José Mayer
- Maitê Proença
- Clarice Niskier
- Tony Ramos
- Giulia Gam
- Antonio Calloni
- Isabela Garcia
- Cássio Gabus Mendes
- Malu Mader
- Cláudia Abreu
- Marcos Palmeira
- Débora Bloch
- Guilherme Fontes
- Gabriela Duarte
- Leon Góes
- Caio Junqueira
- Nívea Maria
- Tonico Pereira
- Fábio Sabag
- Hilda Rebello
- Tarcísio Meira
- Yoná Magalhães
- Mauro Mendonça
- Rosamaria Murtinho
- Laura Cardoso
- Cláudio Corrêa e Castro
- Eloísa Mafalda
- Jece Valadão
- Carlos Kroeber
- Maria Mariana
- Georgiana Góes
- Eduardo Galvão
- Mônica Torres
- Fernando Almeida
- Nizo Neto
- Eduardo Moscovis
- Carol Machado
- Ana Rosa
- Ivan Cândido
- Maria Helena Dias
- Cleyde Blota
- Lafayette Galvão
- Maria Gladys
- Cláudio Savietto
- Cristina Prochaska
- Anselmo Vasconcelos
- Mônica Carvalho
- Maria Ribeiro
- Bruno Padilha
- Cibele Larrama
- Manitou Felipe